# Ahmed Hikmet
Ahmet Hikmet Müftüoğlu, turški pisatelj, časnikar in diplomat, * 3. junij 1870, Carigrad,  † 19. maj 1927, Carigrad.
Ahmed je najbolj znan kot eden prvih modernih novelistov v Turčiji. Zelo si je prizadeval tudi za čistost jezika.

## Dela
- zbirka novel Trnje in rože
- zbirka novel Slapovi